# Kazuyuki Hoshino
Kazuyuki Hoshino (星野 一幸?, Hoshino Kazuyuki; 2 marzo 1967) è un character designer e direttore artistico giapponese noto come l'autore di Metal Sonic & Amy Rose e co-autore di Shadow the Hedgehog.

## Biografia
Il suo primo lavoro è stato collaborare per il videogioco Sonic the Hedgehog CD come designer.
È stato direttore artistico e lead character designer di Sega Studio USA fino a quando parte dello studio non è stata assorbita nuovamente dalla società madre giapponese. Nella filiale americana, ha lavorato insieme a Takashi Iizuka, poiché entrambi hanno determinato la migliore direzione e stile per i loro giochi. 
Dal 2019, Kazuyuki è il direttore creativo di Sonic Team.

## Opere
- Panic! (1993)
- Sonic the Hedgehog CD (1993)
- Knuckles' Chaotix (1995)
- Nights into Dreams... (1996)
- Sonic R (1997)
- Sonic Jam (1997)
- Burning Rangers (1998)
- Sonic Adventure (1998)
- Sonic Adventure 2 (2001)
- Sonic Heroes (2003)
- Shadow the Hedgehog (2005)
- Sonic Rivals (2006)
- Sonic Rivals 2 (2007)
- Nights: Journey of Dreams (2007)
- Mario & Sonic ai giochi olimpici invernali (2009)
- Mario & Sonic ai giochi olimpici di Londra 2012 (2011)
- Sonic Lost World (2013)
- Mario & Sonic ai Giochi olimpici invernali di Sochi 2014 (2013)
- Puyo Puyo Tetris (2014)
- Sonic Boom: L'ascesa di Lyric (2014)
- Sonic Boom: Frammenti di cristallo (2014)
- Sonic Runners (2015)
- Mario & Sonic ai Giochi olimpici di Rio 2016 (2016)
- Sonic Boom: Fuoco e ghiaccio (2016)
- Sonic Mania (2017)
- Sonic Forces (2017)
- Team Sonic Racing (2019)
- Sonic Frontiers (2022)